# Boxe aux Jeux du Commonwealth britannique de 1974
Navigation
Édition précédente Édition suivante
Les compétitions de boxe anglaise des Jeux du Commonwealth britannique de 1974 se sont déroulées du 24 janvier au 2 février à Christchurch, Nouvelle-Zélande.

## Résultats

### Podiums
| Catégories                    | Or              | Argent            | Bronze                        |
| Poids mi-mouches (-48 kg)     | Stephen Muchoki | James Odwori      | Syed Kadir John Bambrick      |
| Poids mouches (-51 kg)        | Davy Larmour    | Chandra Narayanan | Saliu Ishola John Byaruhanga  |
| Poids coqs (-54 kg)           | Patrick Cowdell | Ali Rojo          | Newton Chisanga Isaac Maina   |
| Poids plumes (-57 kg)         | Edward Ndukwu   | Shadrack Odhiambo | Dale Andersen Samuel Mbugua   |
| Poids légers (-60 kg)         | Ayub Kalule     | Kayin Amah        | Muniswami Venu Robert Colley  |
| Poids super-légers (-63,5 kg) | Obisia Nwankpa  | Anthony Martey    | James Douglas Philip Mathenge |
| Poids welters (-67 kg)        | Mohamed Muruli  | Errol McKenzie    | Steve Cooney John Rodgers     |
| Poids super-welters (-71 kg)  | Lottie Mwale    | Alex Harrison     | Lance Revill Robert Davies    |
| Poids moyens (-75 kg)         | Frankie Lucas   | Julius Luipa      | Carl Speare Leslie Rackley    |
| Poids mi-lourds (-81 kg)      | Billy Knight    | William Byrne     | Gordon Ferris Isaac Ikhouria  |
| Poids lourds (+81 kg)         | Neville Meade   | Fatai Ayinla      | Benson Masanda Vai Samu       |

### Tableau des médailles
| Place | Pays                            | Médaille d'or | Médaille d'argent | Médaille de bronze | Total |
| ----- | ------------------------------- | ------------- | ----------------- | ------------------ | ----- |
| 1     | Angleterre                      | 3             | 0                 | 2                  | 5     |
| 2     | Ouganda                         | 2             | 3                 | 2                  | 7     |
| 3     | Nigeria                         | 2             | 2                 | 2                  | 6     |
| 4     | Zambie                          | 1             | 1                 | 1                  | 3     |
| 5     | Kenya                           | 1             | 0                 | 3                  | 4     |
| 6     | Irlande du Nord                 | 1             | 0                 | 2                  | 3     |
| 7     | Saint-Vincent-et-les-Grenadines | 1             | 0                 | 0                  | 1     |
| 8     | Écosse                          | 0             | 1                 | 3                  | 4     |
| 8     | Nouvelle-Zélande                | 0             | 1                 | 3                  | 4     |
| 10    | Inde                            | 0             | 1                 | 1                  | 2     |
| 11    | Pays de Galles                  | 0             | 1                 | 0                  | 1     |
| 11    | Ghana                           | 0             | 1                 | 0                  | 1     |
| 13    | Canada                          | 0             | 0                 | 1                  | 1     |
| 13    | Samoa                           | 0             | 0                 | 1                  | 1     |
| 13    | Singapour                       | 0             | 0                 | 1                  | 1     |
| Total | 15 pays médaillés               | 11            | 11                | 22                 | 44    |